# USS Minneapolis-Saint Paul (LCS-21)
L'USS Minneapolis-Saint Paul (LCS-21) est un littoral combat ship de classe Freedom de l’United States Navy. Il est le deuxième navire en service naval nommé d’après les villes jumelles du Minnesota,.

## Conception
En 2002, l’US Navy a lancé un programme visant à développer le premier une flotte de littoral combat ships. La Navy a d’abord commandé deux navires monocoques à Lockheed Martin, qui sont devenus connus sous les noms de navires de combat côtiers de classe Freedom d’après le premier navire de la classe, l’USS Freedom,. Les navires de combat côtiers aux numéros impairs de l’US Navy sont construits en utilisant la conception monocoque de classe Freedom, tandis que les navires aux numéros pairs sont basés sur une conception concurrente à coque trimaran, la classe Independence de General Dynamics. La commande initiale de navires de combat côtiers concernait un total de quatre navires, dont deux de la classe Freedom. L’USS Minneapolis-Saint Paul est le onzième navire de combat côtier de classe Freedom à être construit.

## Carrière
Le 29 décembre 2010, Fincantieri Marinette Marine a remporté le contrat de construction du navire à Marinette (Wisconsin),.
Le navire a été baptisé au chantier naval Marinette en 2019. La cérémonie de mise en service devait avoir lieu au printemps 2021 avant qu’un problème avec le système de propulsion ne soit découvert. Le 15 juin 2021, l’USS Minneapolis-St. Paul a été lancé à Marinette. La marine a mis en service le navire le 21 mai 2022 à Duluth (Minnesota), sous le commandement du commander Alfonza White,.
En septembre 2022, le navire a été impliqué dans une collision avec le Danmark, un voilier de 77 m. Le Danmark était remorqué par un remorqueur lorsqu’il est entré en collision avec le Minneapolis-Saint Paul à l’arrêt. Aucun blessé n’a été signalé.